# Laureà Miró i Trepat
Laureà Miró i Trepat (Barcelona, 31 de desembre de 1882 - Barcelona, 15 de març de 1916) fou un advocat i polític català.

## Biografia

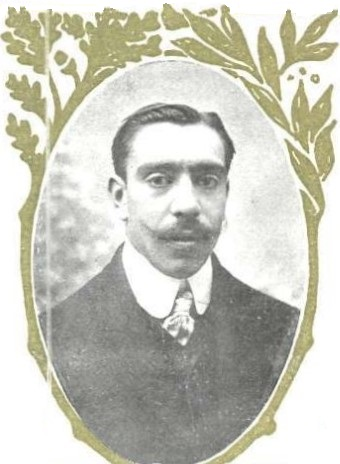
Retrat de Laureà Miró i Trepat.

Va néixer al carrer Balmes de Barcelona, fill de Joan Miró i Murtró, natural del Pont d'Armentera, i de Teresa Trepat i Teig.
De ben jove es va afiliar al Partit Republicà Democràtic Federal de Francesc Pi i Margall, i el 1901 fou vicepresident de l'Associació Escolar Republicana. El 1903 va ingressar a la nova Unió Republicana i, amb el seu germà Josep Maria, fou mecenes del Reial Club Deportiu Espanyol de Barcelona. També fou jugador del segon equip del club la temporada 1901-02 i la 1903-04.
A les eleccions generals espanyoles de 1907 fou elegit diputat dins les files de la Solidaritat Catalana pel districte de Sant Feliu de Llobregat. Refusà ingressar al Partit Republicà Radical d'Alejandro Lerroux per a ingressar en la UFNR, amb el qual novament fou elegit diputat a les eleccions generals espanyoles de 1910. Oposat al Pacte de Sant Gervasi, el 1912 ingressà al Partido Reformista de Melquíades Álvarez, dirigí el diari La Publicidad i fou novament elegit diputat a les eleccions generals espanyoles de 1914. Morí sobtadament el 1916. Té una avinguda dedicada a Sant Feliu de Llobregat i Esplugues de Llobregat.
Es va casar amb Odila Ferrés i Sala; van tenir dos fills: Laureà i Otília.